# 노르웨이 중수 사건

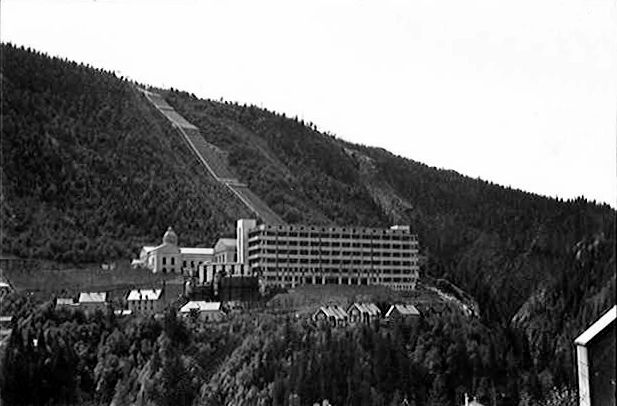
1935년 당시 베모르크 수력 발전소. 앞쪽의 건물에서 중수가 생산되었다.

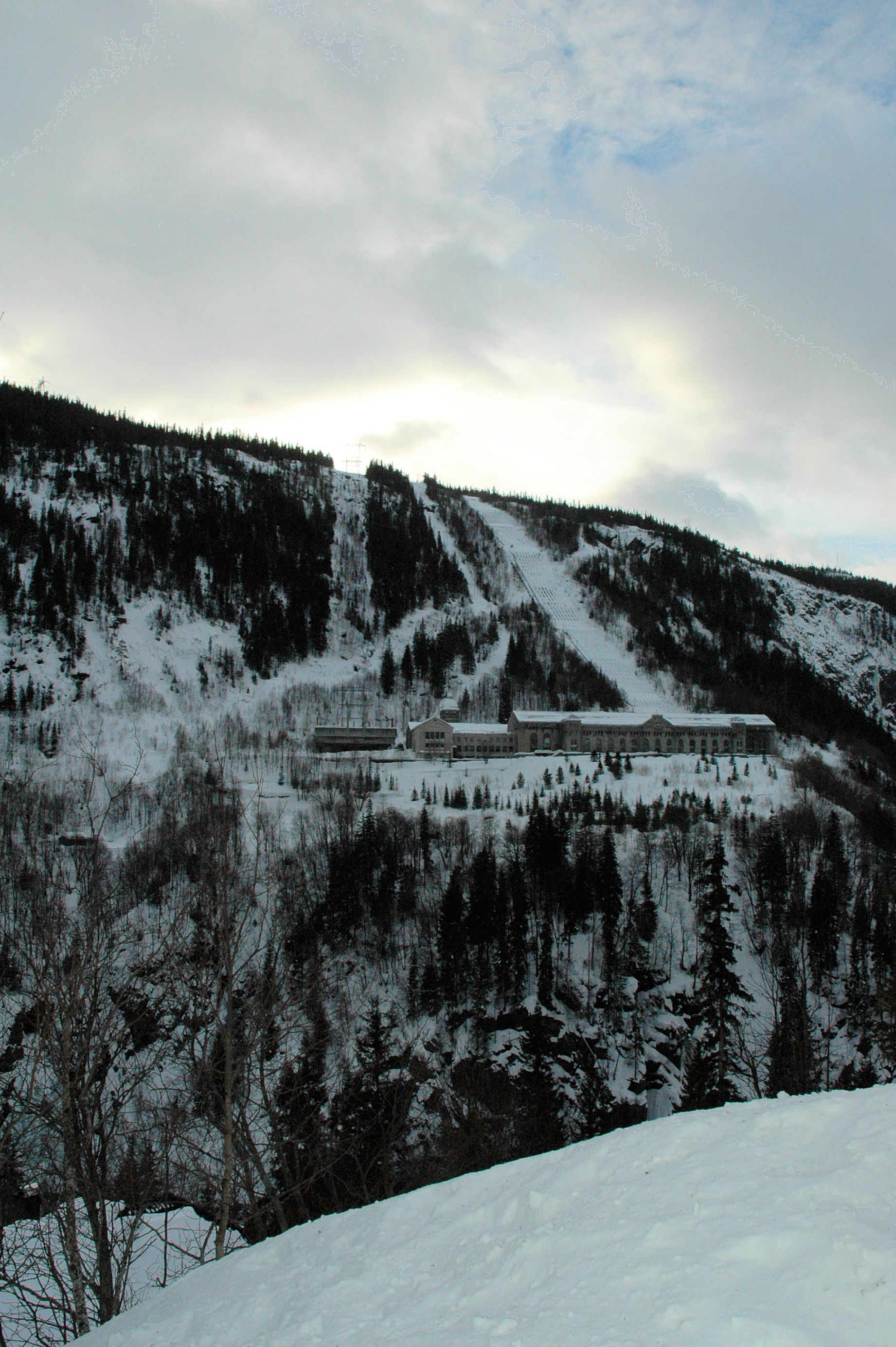
현재의 베모르크 수력 발전소. 중수 생산 시설은 전쟁 중 파괴되었다.

노르웨이 중수 사건(노르웨이어: Tungtvannsaksjonen)은 제2차 세계 대전 중 나치 독일이 핵 개발을 위해서 노르웨이산 중수를 획득하는 것을 방해하기 위한 일련의 사건이다. 1934년 노르웨이 베모르크에 노르스크 하이드로가 지은 수력 발전소에서는 비료 생산의 부산물로 중수가 생산되었고, 연간 12톤이 생산되었다. 제2차 세계 대전 기간동안 연합군 측에서는 중수 공급을 중단시키기로 결정하고 독일의 핵폭탄 개발을 방해하기 위해 중수 생산 시설을 파괴하기로 하였다. 노르웨이 텔레마르크의 류칸 폭포에 있는 60MW급 베모르크 수력 발전소에 공습이 행해졌다.
1940년 4월 9일 독일이 노르웨이를 침공하기 전, 프랑스 군사 정보국인 듁시엠 뷔로는 당시 중립이었던 노르웨이의 베모르크 공장에서 중수 185kg를 빼네었다. 공장 관리자인 아우베르트는 전쟁 기간 동안 프랑스에 중수를 대여하는 것을 동의하였다. 이후 중수는 오슬로, 스코틀랜드 퍼스를 거쳐 프랑스로 이동하였으며, 이후에도 공장에서는 중수가 생산되었다.
연합국 측에서는 이 장비가 추축국 손에 넘어갔을 때 더 많은 중수를 생산하여 핵 개발 프로그램에 사용할 것을 걱정하였고, 1940년부터 1944년까지 노르웨이 레지스탕스 운동의 일부 및 연합국의 전략적인 폭격으로 중수 생산을 마비시키고 생산된 중수를 파괴하였다. 각각 그로스(Grouse), 프레시맨(Freshman), 거너사이드(Gunnerside)라는 코드 네임이 붙은 작전이 실행되어 마침내 1943년 초 중수 생산을 마비시켰다.
그로스 작전에서는 영국 특수 작전 수행대(Special Operations Executive; SOE)에서는 1942년 10월 공장 인근 지역인 Hardanger Plateau에 노르웨이인 4명을 사전 답사를 목적으로 보냈다. 이와 연결되어 프레쉬맨 작전으로 1942년 11월 영국군 낙하산병사를 투입하여, 그로스 작선으로 이미 투입된 노르웨이인과 만나서 베모르크로 진격할 예정이었다. 그러나 글라이더를 끌고갔던 한 대의 Handley Page Halifax 폭격기는 목적지에 도달하지 못하고 추락하고, 다른 폭격기는 귀환하였으나, 나머지 작전 투입인원은 추락하여 죽거나, 독일 비밀경찰에게 붙잡혀 고문을 받고 사형되었다.
1943년 2월에는 특수 작전 수행대에서 훈련받은 노르웨이인들이 거너사이드 작전을 시작하여, 두 번째 작전을 시도하였다. 이후 거너사이드 작전은 제2차 세계대전 중 특수 작전 수행대중에서 가장 성공적인 사보타지 행위로 평가받았다. 작전 이후 연합군이 폭격을 퍼부었으며, 독일군은 중수 공장의 가동을 중단하고 남은 중수를 독일로 운반할 예정이었다. 노르웨이 레지스탕스는 SF 하이드로 호를 틴 호수에 수장시켜 중수 운반을 막았다.

## 기술적 배경

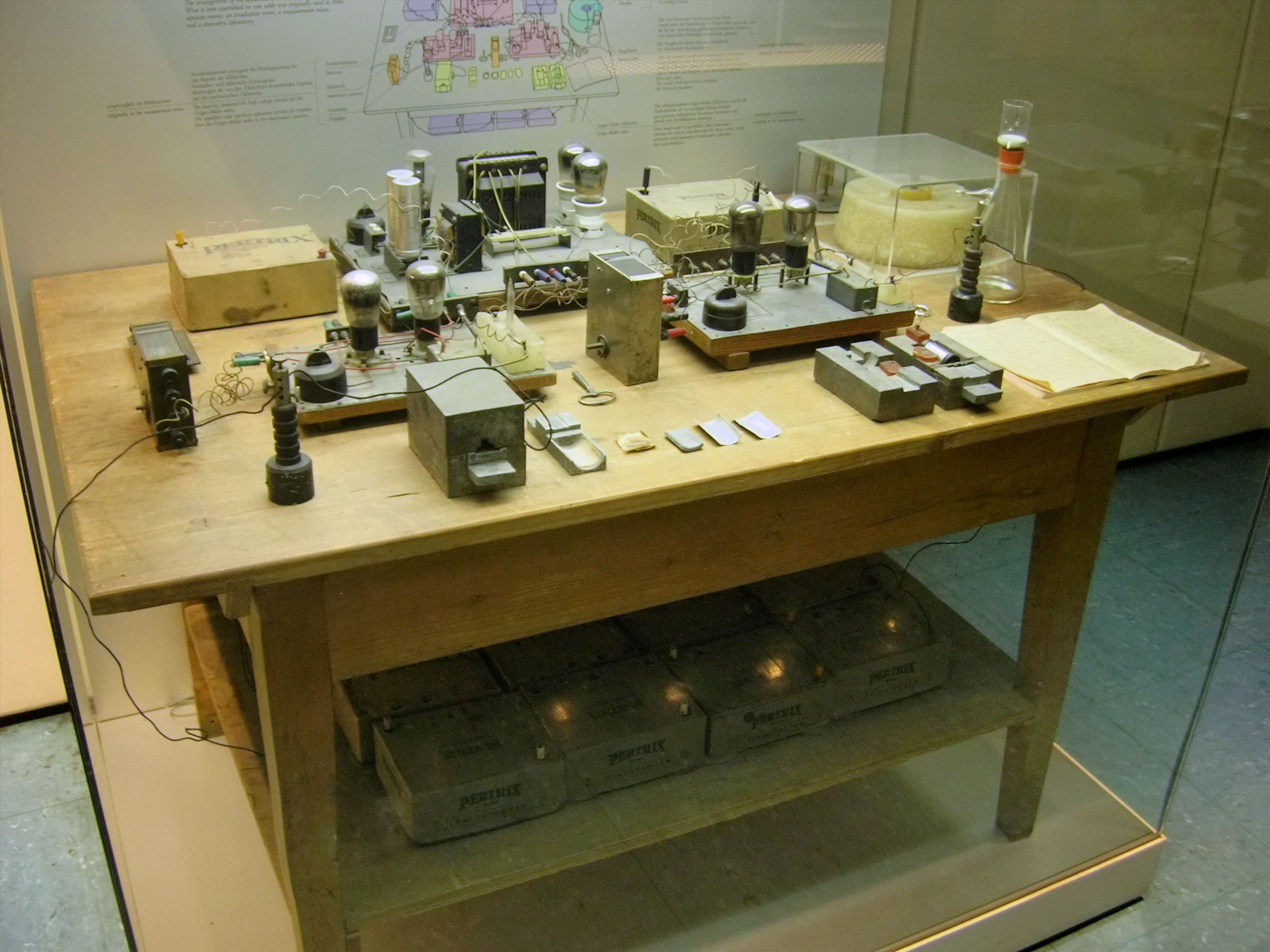
리세 마이트너, 오토 한, 프리츠 스타스만의 실험 장비

엔리코 페르미와 동료들은 1934년 우라늄의 핵분열을 발견하였다. 1934년 최초로 핵분열에 대한 아이디어를 언급한 사람은 이다 노닥이었다. 페르미 출판의 4년후인 1938년 12월, 리세 마이트너, 오토 프리쉬는 오토 한과 프리츠 스타스만의 핵화학 실험의 결과를 증거로 핵분열을 검증하였다. 이 발견은 물리학자들 사이에 널리 알려졌으며, 연쇄 반응을 제어할 수 있으면 새로운 에너지원으로 사용할 수 있음을 깨달았다. 실제로 에너지를 사용하려면 방사능 붕괴 중에 발생하는 중성자의 에너지를 제어할 수 있는 물질이 필요하였다. 중성자 에너지를 중화하기 위해 중수와 흑연이 후보로 올랐다.
나치 독일이 원자 폭탄을 연구했을 때 여러 방법이 밝혀졌다. 전쟁 이후 자료에 의하면 중수를 고려했음이 밝혀졌다. 비록 최종적으로는 성공하지는 못했지만 다양한 방법에 대한 기술적 가능성을 조사하였다.
- 플루토늄 239 : 핵무기 핵심은 플루토늄 239를 사용한다.
- 중수 : 플루토늄 239를 생산을 효과적으로 제어 할 수 있을지.
- 전기 분해하여 경수로부터 중수를 얻는 방법.

### 핵무기 개발을 위한 접근
핵무기를 개발하기 위해 해결해야할 문제는 무기 등급 재료를 충분히 확보하는 것이다. 방사성 동위원소인 우라늄 235/플루토늄 239를 구하는 것은 매우 어렵다. 무기 등급의 우라늄을 생산하기 위해서는 광산에서 파내고, 추출하여 농축시킬 필요가 있다. 또는 저농축 우라늄을 연료로 원자로를 가동시킨 다음 화학적인 방법으로 플루토늄 239를 추출할 수도 있다. 우라늄과 플루토늄을 모두 고려했던 연합국과는 달리 독일은 비용이 적게 소요되는 플루토늄생산에 초점을 맞추었다.

### 플루토늄 생산
우라늄의 가장 많은 동위 원소 우라늄 238은 원자 폭탄의 원료로 사용될 수 없지만, 수소 폭탄에서 2차 핵분열 물질로 사용될 수 있다. 우라늄 238은 플루토늄 239 생산의 주 원료로 사용할 수 있다. 우라늄 235의 핵분열로 발생된 중성자는 우라늄 238에 흡수되어 우라늄 239가 생성된다. 며칠 후 우라늄 239는 붕괴되어 무기로 사용할 수 있는 플루토늄 239가 된다.
독일 측에서 이전에 사용했던 흑연의 순도가 너무 낮아서 제어에 실패한 것을 몰랐기 때문에 초순수 흑연을 이용한 연쇄 반응 제어는 고려 대상에서 제외되었다. 그 대신 중수 제어 원자로 설계를 적용하기로 하였다. 중수 제어 원자로는 핵분열 연구로 사용할 예정이었고, 궁극적으로는 원자 폭탄에 사용할 플루토늄을 생산하기 위한 것이었다..

### 중수 생산

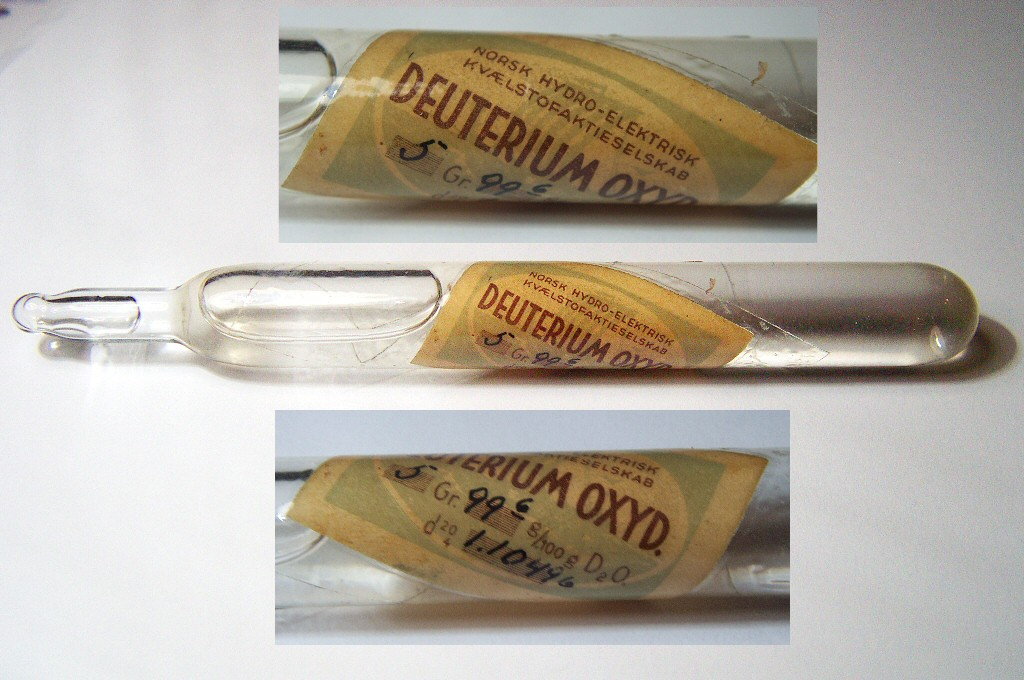
노르스크 하이드로에서 생산한 중수

자연 상태의 물에서는 중수가 매우 낮은 농도로 발견되지만(6400 물 분자당 1 중수 분자), 전기 분해의 전해질로 사용된 물에는 중수 농도가 더 높다. 노르웨이 베모르크 수력 발전소에서 물을 전기 분해하여 암모니아를 생산하고 남은 부산물을 연구한 결과 48 물 분자 당 1 중수 분자가 검출되었다. 당시 노르웨이 국립 공과대학교의 레이프 트론스타드와 수력 발전소장 요마르 브룬은 1933년에 중수 생산을 제안하였고, 1935년부터 노르스크 하이드로의 허가 하에 중수가 생산되었다.
생산기술은 단순했다. 두 수소 동위원소의 질량 차이 때문에 반응 속도에서 미약한 차이가 나서 전기적으로 중수를 일반적인 물에서 분리할 수 있다. 전기 분해로 순수한 중수를 생산하려면 반응 챔버가 많이 필요하며, 전력 역시 많이 필요하다. 수력 발전소에서 생산되는 전기가 매우 많기 때문에 중수 생산은 힘들지 않았다. 그 결과 노르스크 하이드로는 암모니아 비료 생산의 부산물로 중수를 생산하였고, 이는 전 세계 과학자들에게 중요한 보급원이 되었다.
독일 자문관 한스 수스는 당시 생산량으로는 5년 안으로 군용으로 충분한 중수를 생산할 수 없다고 판단하였다.

## 중수 공급 방해 작전

### 독일의 프랑스 침공 이전
프랑스 연구진들은 플루토늄 239 생산을 위하여 중수와 흑연 둘 다를 고려하였다. 프랑스 연구진 역시 흑연의 순도 문제로 중수를 고려하였고, 독일 연구진 역시 비슷한 결론을 내려 1940년 1월 베모르크에서 중수를 구입하였다. 노르스크 하이드로의 지분 소유자인 독일 기업 IG 파르벤인두스트리 악티엔게셸샤프트(IG Farbenindustrie Aktiengesellschaft)에서는 1개월간 100kg을 주문하였으나 당시 생산 공정 한계 때문에 최대 월간 생산량은 10kg밖에 안 되었다.
1940년 프랑스 국방 정보국인 듁시엠 뷔로는 뭘러 대장, Lieutenants Mossé, Knall-Demar 세 사람을 투입하여 당시 중립이었던 노르웨이에서 중수 185kg을 획득하기로 했다. 노르스크 하이드로 책임자 악셀 오버트는 독일이 전쟁에서 이기면 자기가 총살될 수 있다고 생각하여, 전쟁 기간 동안 프랑스에 중수를 대여하기로 했다. 독일 군사 정보부가 노르웨이에 있었으며 프랑스에서 중수를 획득하려는 사실을 알고 있었기 때문에 중수 수송이 실패할 가능성이 컸다. 이후 오슬로, 스코틀랜드 퍼스를 거쳐 프랑스로 중수를 운반하였다.
프랑스가 독일에게 점령되었을 때, 이 중수의 관리 책임자인 프랑스 핵과학자 프레데리크 졸리오퀴리는 처음에는 국립 프랑스 은행 (Banque de France)의 금고에, 나중에는 감옥에 숨겼다. 그 다음엔 졸리오퀴리는 보르도로 옮겨 중수와 연구 논문 및 대부분의 과학자를 싣게 된 영국 증기선 브룸파크가 있는 곳이었다. (졸리오퀴리는 프랑스에 남는다). 브룸파크는 덩케르크의 3주후 200,000 명의 병력과 시민들을 탈출시키는 작전에 참여했던 대규모의 상선 중의 한대였다. 이 증기선 브룸파크에는 이미 상업용 다이아먼드와 기계들 그리고 영국인 탈출자들이 타고 있었고, 이 모든 승객과 화물 그리고 중수를 6월 21일 팔머스로 운반했다. 1941년 2월 4일 런던 가제트지에 선장 폴센(Paulsen)에 수여된 OBE 상이 기록되어 있다. 찰스 하워드는 이 작전의 성공을 위한 결정적인 역할을 했다.
비록 생산된 중수는 사라졌으나 공장 설비 자체는 계속 가동되었다. 전쟁 이후에 노르웨이에서 한 조사에서는 노르스크 하이드로와 독일군이 협력했을 가능성을 열어 두었으나, 공장 책임자인 알베르트가 프랑스와 협력한 사실 때문에 노르스크 하이드로 건은 쉽게 넘어갔다.

### 프레시맨과 그로스 작전

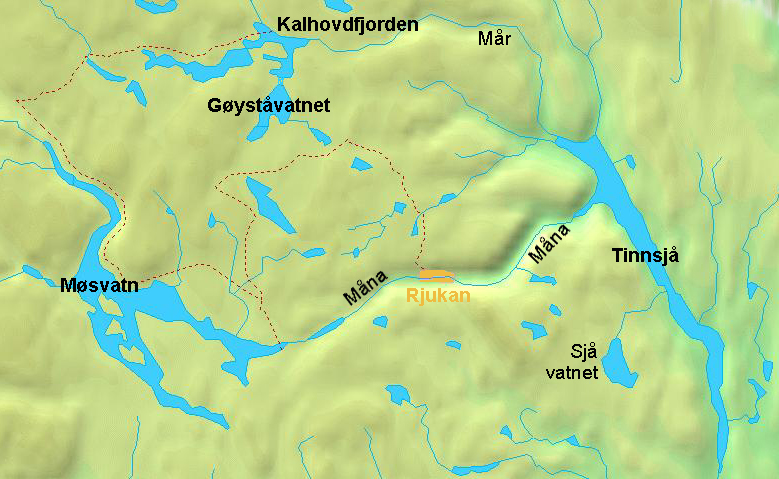
뫼스바튼 호(서쪽, 상류)와 틴 호수(동쪽) 사이에 있는 류칸 지역을 나타내는 지도

1942년 11월 연합 작전 본부는 공장 파괴 작전을 시작했다. 작전은 두 부분으로 나뉘어, 노르웨이 지역 주민들을 선발대로 작전 지역에 먼저 투입한 다음, 군용 글라인더를 사용하여 영국 기술진을 투입하여 공장을 공격하기로 했다.
1942년 10월 19일 SOE에서 훈련받은 4명의 노르웨이인 레지스탕스들이 낙하산으로 노르웨이에 투입되었다. 벌판의 착륙 지점에서 공장까지 먼 거리를 스키를 타고 갈 예정이었기 때문에 긴 작전 시간이 주어졌고, 이 작전은 그로스 작전(Operation Grouse)이라는 이름이 붙었다. 이전의 실패에서 경험을 얻어, 공장 설계도를 익히고 들어갔다.
노르웨이 팀이 영국인과 연락을 취할 때, 오랜동안 SOE 팀과 연락이 두절된 상태였기 때문에 영국인들은 의심을 하였다. 잘못된 지점에 착륙되었고, 코스를 여러 번 이탈했기 때문이다. 그래서 비밀 질문이었던 "오늘 아침에 무엇을 보았는가?"에 대해, 그로스 팀이 "분홍 코끼리 세 마리"로 응답하였을 때, 영국인들은 노르웨이 팀원의 성공에 감동하였고, 작전의 다음 부분이 시작되었다.
1942년 11월 19일 공장 근처의 얼어붙은 뫼스바튼 호에 글라이더를 타고 착륙함과 동시에 프레시맨 작전(Operation Freshman)이 시작되었다. 핸들리 페이지 헬리팩스 폭격기 2대가 끌고가는 에어스피드 호르사 글라이더 2대가 투입되었고, 각각 글라이더에는 조종사 2명과 기술자 15명이 탑승하여 스코틀랜드 최북단인 케이스네스의 위크에서 출발하였다. 글라이더 추진은 항상 힘들었지만, 이 경우에는 노르웨이까지의 비행거리가 멀었고 매우 제한적인 가시거리로 인해 더욱 어려웠다. 한대의 헬리팩스 폭격기는 산에 충돌하여, 탑승 중인 7명이 모두 사망하였고, 이 폭격기가 끌고 있는 글라이더는 가까스로 분리하기는 하였으나 근처에 추락하여 부상자가 여럿 발생하였다. 다른 폭격기는 극적으로 개선된 기상상황덕에 착륙 지점에 도착하였으나 레베카(비행기측)/유레카(지상측) 트랜스폰더 연결이 제대로 이뤄지지 않아서 정확한 착륙 지점을 찾지 못했다.
여러 번 시도 끝에 연료가 다 떨어져서 기장은 작전을 중단하고 기지로 귀환하기로 했다. 귀환 결정 직후 글라이더와 폭격기 둘 다가 강한 기류에 휩쓸려 글라이더 연결선이 끊어졌다. 이 글라이더 역시 다른 글라이더가 추락한 지점 근처에 비상 착륙하였고, 마찬가지로 여러명의 부상자가 발생하였다. 추락 장소에 노르웨이인이 제 때 도착하지 못해서 생존자들은 독일 비밀경찰에게 넘겨져서 고문을 당하고 아돌프 히틀러의 명령에 따라 처형당했다.
비록 공습은 실패하였으나, 독일인들은 연합군이 중수에 눈독을 들이고 있음을 깨달았다. 영국인들이 투입되지 않았기 때문에 노르웨이인들로 구성된 그로스팀은 산 속에 숨어서 크리스마스 직전 순록을 만날때까지 이끼를 먹으며 기다렸다.

### 거너사이드 작전

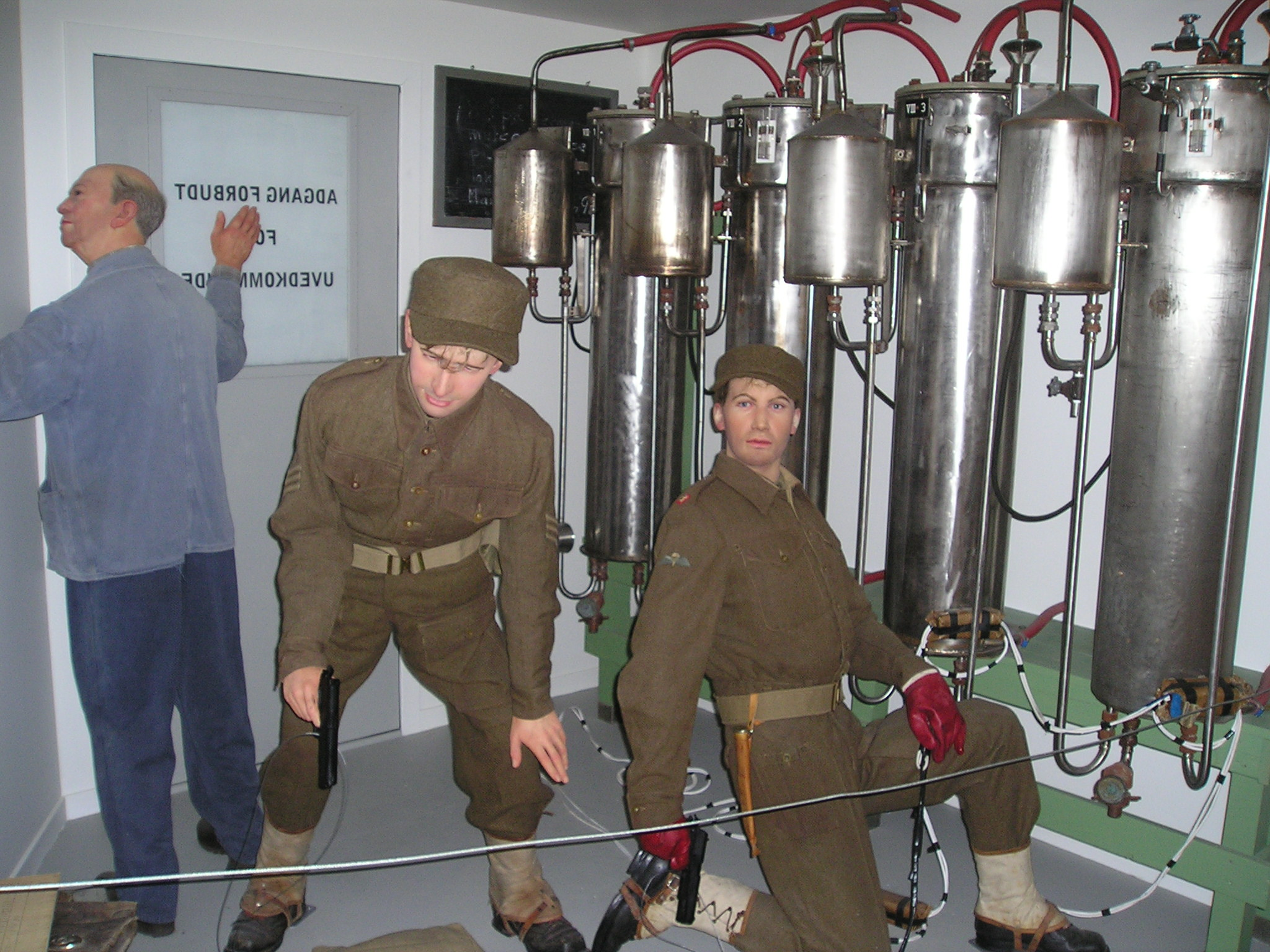
거너사이드 팀의 사건 현장 재구성

영국 측에서는 그로스 팀이 아직도 운영이 가능한 것을 알고 있어서, 또 다른 작전을 수행하기로 했다. 이때까지 그로스팀은 스왈로우팀이라고 불리고 있었다.1943년 2월 16일 밤 거너사이드 작전(Operation Gunnerside)이 시작되었다. 이 작전은 거너사이드 마을과 SOE 대장 찰스 함브로 경의 그로스(뇌조:꿩과 비슷한 날지 못하는 새)사냥터에서 이름이 붙었다. 작전의 일부로 6명의 노르웨이인들이 낙하산으로 투입되었다. 착륙에 성공한 인원들은 몇일동안 크로스 컨트리 스키로 수색하여 스왈로우팀 팀을 접선하는 데 성공했다. 두 팀은 힘을 합쳐서 1943년 2월 27일에서 28일로 넘어가는 밤에 공장을 공격하기로 결정했다.
작전 수행원에게 필요한 물자는 CLE 컨테이너를 통해 공수되었다. 컨테이너 중 하나는 노르웨이인 애국자가 독일인의 눈을 피해서 눈 속에 매장하였고, 1976년 8월 이 지역에서 훈련을 수행중인 영국군에게 되돌려줬다. 이 컨테이너는 영국으로 되돌아가서 Aldershot에 있는 공군 박물관에 전시되었다. 이 박물관은 2008년 문을 닫아서 지금은 Duxford에 있는 왕립 전쟁 박물관에 있다.
프레시맨 작전의 실패 때문에 독일인들은 지뢰, 경비원, 투광 조명을 설치하였다. 지뢰와 조명이 추가되었지만 공장의 보안 상태는 겨울 동안 느슨해졌다. 마나 강의 200미터 위를 지나는 계곡을 잇는 단 하나의 75미터 길이의 다리는 중무장되었다.
작전 수행원들은 계곡 아래로 들어간 다음 얼어붙은 강의 얕은 부분을 건너서 반대쪽의 계곡 위로 올라가기로 했다. 겨울 동안의 강 수위는 매우 낮았고, 공장이 있는 쪽에서는 공장으로 진입하는 철도를 따라서 경비원을 마주치지 않고 공장으로 진입하였다. 그로스 팀이 노르웨이에 도착하기 이전에도, SOE에게는 상세계획과 일정정보를 알려주는 첩보원이 공장 내부에 있었다. 작전 팀은 이 정보를 사용하여 케이블 터널과 창문을 통해 본관 지하실로 진입했다. 공장에서 만난 사람은 노르웨이인 관리인인 요한센 뿐이었으며, 그는 작전에 적극적으로 협력하였다.
이후 팀원들은 중수소 전기분해 챔버에 폭발물을 설치하고, 팀원들이 도망갈 수 있도록 시간을 조정하였다. 영국제 서브머신 건을 일부러 남겨 두어서 지역 레지스탕스가 아닌 영국군의 행위로 위장하였고, 이는 레지스탕스 활동에 대한 보복을 줄이기 위한 목적이었다. 폭발물이 폭발할 무렵, 공장 관리인은 방 안에 있는 안경을 찾아다녔고(전시였기 때문에 새 안경 공급이 제한되었다), 폭발시키기 전에 안경을 찾았다. 폭발물은 성공적으로 터져서 전기 분해 챔버를 파괴시켰다.
습격은 대체적으로 성공적이었다. 독일군이 점령한 동안 생산된 중수 500kg이 모두 파괴되었고, 전기 분해 챔버와 이를 가동시키는 데 필요한 모든 필수 장비도 파괴되었다. 독일 군인 3000명이 주동자를 잡아내기 위해서 수색에 돌입했으나, 작전 수행원은 모두 탈출하였다. 5명은 스키를 타고 400 km 가까이 가서 스웨덴으로 탈출하고, 2명은 오슬로로 탈출하여 밀오르그에 가담하고, 4명은 레지스탕스 활동을 추가로 지원하기 위하여 지역 내에 숨었다.

### 영국 공군의 공습
공격으로 파괴된 장비는 복구 불가능하지는 않았지만, 중수 생산을 여러 달 동안 중지시켰다. 베모르크 공장은 4월 중으로 복원되었고, SOE 측에서는 독일군의 강화된 보안 때문에 폭격이 어렵다고 판단하였다.
중수 생산이 시작되지마자 미 공군은 베모르크에 폭격을 가했다. 11월 중에는 B-17 폭격기 143대가 711발의 포탄을 대낮에 투여하였고, 최소 600발의 포탄이 빗나갔으나 폭격 피해는 매우 컸다.
11월 16일과 18일에는 35대의 B-24 중폭격기가 류칸 수력발전소를 목표를 매우 효과적으로 폭격하였다. 이 폭격은 9시간 30분과 10시간 30분이 지속되어 상대적으로 가장 긴 폭격작전이었다.
독일군의 대공방어로 불가능했던 야간 폭격이 가능해지면서 지상 공격의 필요성이 줄었다. 독일군은 공습으로 인하여 추가로 피해를 입을 것을 예상하였으며, 1944년 공장을 포기하고 내부 장비를 독일로 운반하기로 결정했다.

### SF 하이드로 침몰

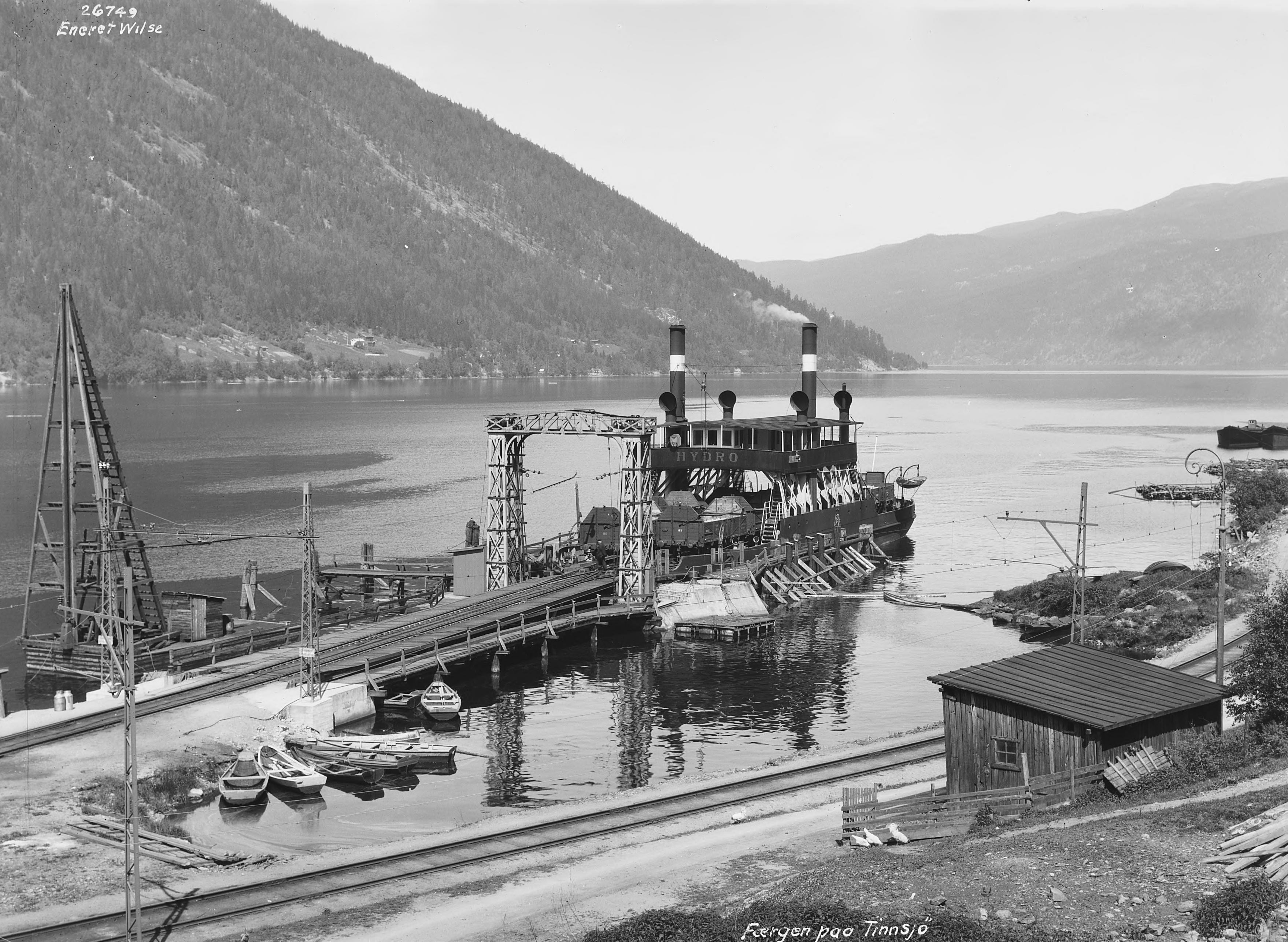
맬에 있는 SF 하이드로, 1925년

지역에 있었던 유일한 가담자 크누트 헤우켈리드는 독일군의 중수 운송 작전을 전해들었고, 틴 호수를 왕복하는 페리를 파괴하여 운송을 저지시키는 데 동참하기로 했다. 그는 두명의 인원을 구하였다. 그들은 중수를 운송하기 위해 사용될 틴 호수에서 운항되는 페리를 파괴하기로 결심하였다. 두명의 인원 중 한명이 페리 선원을 알고 있어서 이를 이용해 페리선 배 아래로 들어가 폭탄을 설치하고 탈출한 다음 폭파시키기로 하였다. 플라스틱 폭탄 8.5kg을 배의 용골 부분에 장착하였고, 2개의 시한 폭탄 장치를 추가하였다. SF 하이드로 호는 중수 드럼을 싣고 있는 철도 차량을 틴 호수를 가로질러 운반하고 있었다. 1944년 2월 20일 폭탄을 설치한 자정이 조금 지난 시간, 마침내 페리와 모든 화물들이 원래의 목적인 독일의 원자 폭탄 개발 계획과 함께 깊은 호수로 가라앉았다. 페리가 가라앉으면서 노르웨이 민간인 역시 사망하였다. 일부 목격자들은 페리가 가라앉은 후 철제 드럼통이 떠다니는 것을 보았다고 해서 실제로 중수를 포함하지 않을 줄 알았다. 전쟁 이후 기록을 검토해 본 결과 일부 통은 반 정도만 차 있어서 떠 있을 수도 있었다. 일부 드럼통은 침몰한 배에서 인양되어 독일로 운반되었을 가능성도 있다.
2005년 조사에 의하여 호수 바닥에서 통을 건져 올렸다. 통 안에 들어 있는 중수의 함량은 독일군의 기록과 일치하였고, 이 선박이 미끼가 아님을 확인하였다. 또한 통 속에 들어 있던 중수 농도는 너무 연해서 핵 개발에 사용될 가능성이 낮았다. 이 때문에 페리가 떠날 무렵에 보안 장치들이 해제되었고, 페리에 대한 수색이 진행되지 않았을 가능성이 있다. 푸
저항 운동 측은 몰랐지만, SOE 측은 작전 실패 시 "플랜 B"로 헤뢰야에 있었던 선박을 파괴할 팀을 꾸릴 계획이 있었다. 해체된 공장 장비는 남부 독일에서 핵 개발물 수색을 위한 알소스 작전에 투입된 수행원에 의해 발견되었다.

## 역사적 관점
노르스크 하이드로 생산 기록 및 2004년 발견된 통 조사 결과에 의하면, 통에는 전기 분해를 통해 얻어졌을 법한 pH 14의 물이 들어 있었으나, 중수 농도가 높지는 않았다. 대규모 운송 물량이었지만 중수의 총 량은 많지 않았고, 순수한 중수는 0.5~1%밖에 들어 있지 않았다. 이는 거너사이드 작전이 성공하여 중수가 파괴되었음을 뜻한다. 자연 상태의 물에는 중수가 0.015%밖에 없으므로, 핵 반응로에 사용하려면 99% 이상으로 농축시켜야 한다. 독일 측에서 핵 반응로를 가동시키려면 중수 5톤이 필요했으나, 실제로 독일로 보내려고 했던 물은 0.5톤밖에 안 되었다. SF 하이드로 호가 운반했던 물의 양은 원자로 하나를 가동시키기에도 부족했으며, 플루토늄을 만들 정도로 원자로를 가동시키려면 최소한 10톤의 중수가 필요했다.
이후 발견에 의하여, 독일의 2차 대전 당시 핵 프로그램은 노르웨이에서 중수를 빼돌렸다 해도 원자 폭탄을 생산할 수 없었음이 밝혀졌다. 실패한 프레시맨 작전과 작전 이후 노르웨이 저항 운동가들의 운명은 이들은 국가 영웅으로 만들었다.

## 작전 수행원
공장에 최초 투입된 요원
에이나 스키나란(Einar Skinnarland)
그로스 팀
옌스 안톤 폴슨 (Jens Anton Poulsson)
아른 키옐스트루프 (Arne Kjelstrup)
크누트 하우그란 (Knut Haugland)
클라우스 헬베르그 (Claus Helberg)
거너사이드 팀
요하킴 뢴비르그 (Joachin Rønneberg)
크누트 헤우켈리드 (Knut Haukelid)
프레데리크 카이저 (Fredrik Kayser)
카스페르 이들란 (Kasper Idland)
한스 스토르하우그 (Hans Storhaug)
비르게르 스트룀스헤임 (Birger Strømsheim)
레이프 트론스타드 (Leif Tronstad, 영국에 있던 계획자)
틴셰 호 팀
크누트 헤우켈리드 (Knut Haukelid, 가명 "본조")
롤프 쇠를리에 (Rolf Sørlie, 지역 저항군)
에이나 스키나란 (Einar Skinnarland, 무선 통신사)
구나르 시베르스타드 (Gunnar Syverstad, 공장 연구실 보조원)
키옐 닐슨 (Kjell Nielsen, 공장 수송 담당자)
"라르센" (Larsen, 공장 엔지니어)
"NN" (운전사)